# Frontiers of Physics in China
Frontiers of Physics in China is een Chinees, aan collegiale toetsing onderworpen wetenschappelijk tijdschrift op het gebied van de natuurkunde.
De naam wordt in literatuurverwijzingen meestal afgekort tot Front. Phys. China.
Het wordt uitgegeven door Springer Science+Business Media en verschijnt 4 keer per jaar.
Het eerste nummer verscheen in 2006.